# Trận Kojima
Trận Kojima là một trận đánh trong Chiến tranh Genpei, vào thời Heian trong lịch sử Nhật Bản, diễn ra năm 1184.
Truy kích quân Taira từ Ichi-no-Tani, trên đường đến Yashima, Minamoto no Noriyori chạm trán và tiêu diệt quân địch tại Kojima. Cuộc tấn công do Sasaki Moritsuna dẫn đầu, ông cho ngựa bơi qua eo biển hẹp giữa Kojima và nội địa đảo Honshū.